# 阮美姝
阮美姝（1928年10月14日—2016年11月28日），臺灣屏東縣林邊鄉人，台灣音樂家、作曲家、作家、詩人、紀錄片製片人、基督徒。二二八事件的研究者。父阮朝日為二二八事件受難者、妹黃阮美娃。

## 生平
阮美姝於1928年10月14日在現在的屏東縣林邊鄉竹林村出生，從小學習音樂。1947年2月28日，台灣發生二二八事件，她父親阮朝日在3月12日被國民黨政府逮捕，從此失蹤，行方不明。她深信父親應該只是被關在牢中。
1960年在日本學音樂時，她讀到王育德《台灣苦悶的歷史》，這本書提到阮朝日因叛亂罪被處死，她開始進行父親死亡原因調查。1990年，她將蒐集的二二八史料公開展示，成立「阮美姝二二八事件紀念文物室」。
2001年，她在台北市228紀念館舉行「二二八家屬文物展」。並決定於展期結束，將展出內容放到屏東縣阮姓宗親會館。2003年3月23日，「阮朝日228紀念館」成立。2006年6月30日，阮朝日228紀念館停止開館，館中文物分四部份：臺北市的台灣神學院、臺南市的真理大學麻豆分校、阮美姝二二八事件紀念文物室及施國政保存。
她製作了多部與台灣二二八事件有關的紀錄片，全系列名叫《我的家鄉我的根》。

## 著作
- 《孤寂煎熬四十五年：尋找二二八失踪的爸爸阮朝日》，前衛出版社，1994年12月出版，ISBN 9579512523
- 《幽暗角落的泣聲》，前衛出版社，1996年5月出版，ISBN 9579512515

## 資料來源
- 《屏東縣人物志》.阮朝日篇